# Малокуналейское сельское поселение
Се́льское поселе́ние «Малокуналейское» (бур. Бага Хунилаанай hомон) — муниципальное образование в Бичурском районе Бурятии Российской Федерации.
Административный центр — село Малый Куналей.

## История
Статус и границы сельского поселения установлены Законом Республики Бурятия от 31 декабря 2004 года № 985-III «Об установлении границ, образовании и наделении статусом муниципальных образований в Республике Бурятия»

## Население
| 2002  | 2011  | 2012  | 2013  | 2014  | 2015  | 2016  |
| ----- | ----- | ----- | ----- | ----- | ----- | ----- |
| 2195  | ↘2069 | ↘2017 | ↘1970 | ↘1940 | ↘1915 | ↘1884 |
| 2017  | 2018  | 2019  | 2020  | 2021  | 2023  | 2024  |
| ↗1886 | ↘1844 | ↘1813 | ↘1793 | ↘1614 | ↘1579 | ↘1573 |

## Состав сельского поселения
| № | Населённый пункт | Тип населённого пункта       | Население |
| - | ---------------- | ---------------------------- | --------- |
| 1 | Малый Куналей    | село, административный центр | ↘1573     |